# ヤマムスメ
ヤマムスメ(山娘、学名:Urocissa caerulea)は、スズメ目カラス科の鳥。台湾固有種であり。中国語では、「タイワンアオカササギ」を意味する「臺灣藍鵲(ピンイン:Táiwān lánqüè／注音符号ㄊㄞˊㄨㄢ ㄌㄢˊㄑㄩㄝˋ)」と呼ばれる。

## 分布
台湾島および周辺諸島（台湾固有種）

## 形態
同じカラス科のカササギと同程度の大きさだが、長大な尾を持つ。体色は頭部は黒、胴体と翼は濃い青（光の加減では濃い灰色に見える）。尾の先端に白い部分があり目立つ。くちばしと足は真紅。

## 生態
低山に生息するが、台北などの都市周縁の緑地でもみかける。
雑食性で、木の実、昆虫類、カエル、ネズミなどを食べる。採食は地上で行う事が多い。
高い木の枝に木の根や枯葉、小枝などを集めてカップ型の巣を作り、産卵･育雛する。

## 保全状態評価
LEAST CONCERN (IUCN Red List Ver. 3.1 (2001))

## 名前の由来
台湾では、以前からその綺麗な体より国民に「山娘」と呼ばれて親しまれてきた。19世紀に日本の統治が始まってから、「山娘」をそのまま訓読みしたのがこの鳥の名前となった。